# Cosme Machado
Pour les articles homonymes, voir Machado.
Cosme Machado est un arbitre portugais de football né le 10 décembre 1975  à Vila Nova de Famalicão au (Portugal).
Il est arbitre depuis 1992. Il est promu dans le championnat portugais comme arbitre portugais de 1re catégorie lors de la saison 2005-2006.
Il fait partie de l'AF Braga.

## Statistiques
mis à jour à la fin de la saison 2008-2009
- 34 matches de 1re division portugaise.
- 44 matches de 2e division portugaise.